# МЫ. Верим в любовь
«МЫ. Верим в любовь» (англ. W.E.) — вторая режиссёрская работа Мадонны, премьера которой состоялась 1 сентября 2011 года на 68-м Венецианском кинофестивале.

## Сюжет
В фильме двойная сюжетная линия. Одна посвящена любовным отношениям короля Эдуарда VIII и разведённой американки Уоллис Симпсон, ради жизни с которой он отрекся от престола. Другая сюжетная линия связана с Уолли Уинтроп, современной девушкой, покоренной историей любви августейших особ.

## В ролях
- Эбби Корниш — Уолли Уинтроп
- Андреа Райзборо — Уоллис Симпсон
- Джеймс Д’Арси — Эдуард VIII
- Оскар Айзек — Евгений Колпаков
- Аннабелль Уоллис — Арабелла Грин
- Лоуренс Фокс — Принц Альберт
- Ричард Койл — Уильям Уинтроп
- Джеймс Фокс — Георг V
- Натали Галл — Эдита
- Натали Дормер — Елизавета Боуз-Лайон
- Кэти МакГрат — Тельма Фернесс
- Анна Скеллерн — Дафна

## Съёмочная группа
- Режиссёр: Мадонна
- Сценаристы: Мадонна, Алек Кешишьян
- Продюсеры: Колин Вэйнс, Скотт Франклин, Крис Тикье, Найджел Вулл, Сара Замбрено, Романова В. В.
- Оператор: Хаген Богданский
- Монтажёр: Дэнни Тулл
- Композитор: Абель Коженёвский
- Художник-постановщик: Мартин Чайлдс
- Художник по костюмам: Эрианн Филлипс
- Художники по декорациям: Селия Бобак, Чериш Магеннис, Мишель Роллан[5]

## Факты
«Я хотела понять, какой должна быть любовь, чтобы мужчина, рождённый стать королём и править Империей, отказался от своего предназначения ради женщины».
- Джеймс Фокс (Георг V) и Лоуренс Фокс (Принц Альберт, а впоследствии король Георг VI) и в реальной жизни являются отцом и сыном.[7] Эдвард Фокс (старший брат Лоуренса Фокса) рассматривался на роль Эдуарда VIII.[7]
- Целый съёмочный день был потрачен на сцену, в которой героиня Эбби Корниш выходит из ванной.[8]
- Мадонна призналась, что этот фильм состоялся при моральной поддержке её бывших мужей Гая Ричи и Шона Пенна.[9]
- Съёмки фильма велись в трёх странах: США, Франции и Англии.[10]
- Для роли Эдуарда VIII Джеймс Д’арси научился играть на шотландской волынке, но эпизод вырезали при монтаже.[11]
- Оскар Айзек учился играть на фортепиано в течение месяца для роли Евгения.[11]
- Андреа Райзборо за свою работу в роли Уоллис Симпсон заслужила восторженные отзывы критиков и награду за «лучший прорыв» Hollywood Film Festival, позже сыграв с Томом Крузом в «Обливионе».
- Фильм не имел коммерческого успеха и шёл в Великобритании в 172 кинотеатрах, собрав в сумме £183,000, и заняв на первой неделе 14-место по сборам. Выпущенный DVD занял 20-ю строчку рейтинга.[12]
- Оригинальное английское название картины — W.E. — является монограммой имен главных героев: Wallis/Edward, что теряется в русском названии фильма.
- Кроме роли королевы Елизаветы Боуз-Лайон в своей карьере Натали Дормер исполнила роль королевы Анны Болейн в телесериале "Тюдоры". Аналогичные роли до этого исполнила актриса Хелена Бонэм Картер в фильмах "Генрих VIII" и Король говорит.

## Критика
- Фильм получил в основном негативные отзывы. На онлайн-агрегаторе Rotten Tomatoes из 62 рецензий только 16 % — положительные[13]. На Metacritic на основе 32 обзоров рейтинг кинокартины составил 37 баллов из 100[14].
- Итальянская газета «Corriere della Sera» утверждает, что новый фильм Мадонны получился слезливым и неубедительным.
- Кинопортал Film.it пишет: «Её (Мадонны) стиль — это сплошная передозировка, она пытается втиснуть в фильм сразу все — чувства, слезы, любовь, эпоху, а в результате получается слишком глянцево».[15]
- Обозреватель британской газеты «Guardian» Ксан Брукс присудил фильму одну звезду из пяти возможных: «Это чрезвычайно глупый, нелепый, смертельно неправильный фильм. Он даже смешнее, чем могла рассчитывать госпожа Чикконе (Мадонна). Картина похожа на индюка, который мнит себя павлином»[16].
- Тодд Маккарти из «Hollywood Reporter»: «Возможно, в этом есть что-то приятное для глаза и для уха, но для души — ничего»[16].
- Марк Адамс из «Screen Daily»: «Мадонна бьет по высоким целям — любовь, слава, разочарование. Она не всегда попадает, но снято все это весьма профессионально»[16].
- Баз Бемигбой из «Daily Mail»: «Многие будут ненавидеть этот фильм только за то, что его сняла Мадонна. Если бы люди могли забыть об этом, то даже получили бы удовольствие, по крайней мере, в некоторых эпизодах»[16].
- «Daily Telegraph» дает картине три звезды из пяти. Критик Дэвид Гриттен отметил раздражение из-за чересчур громкого музыкального сопровождения.[16]
- «The Independent» кратко заявили: «фильм „W.E.“ — не шедевр».[17]
- Лариса Юсипова («Известия») оценила фильм так: «„Мы. Верим в любовь“ — искреннее, наивное, с большой тщательностью и размахом во всем, что касается костюмов и антуража, сделанное кино».[18]

## Премьера в России
Президент компании-дистрибьютора «Top Film Distribution» Владимир Артеменко сообщал, что Мадонна приедет в Москву, чтобы представить российской публике свою вторую режиссёрскую работу. Сначала сообщалось, что приезд звезды состоится в последних числах ноября, но «народная» премьера киноленты «Мы. Верим в любовь» перенесена с 8 декабря 2011 на 2 февраля 2012 года. Картина шла в России в ограниченном прокате и отзывы зрителей были положительными. Отсылки в русскоязычном названии к роману-антиутопии 1920-х годов «Мы» также не вызвали особых нареканий.

## Релиз на DVD
Релиз фильма на DVD состоялся в России в марте 2012 года, за несколько месяцев до мирового. Диск поставляется без субтитров и с русским закадровым переводом. Релиз упакован в картонный бокс + кеер case.